# Arthrotus baliensis
Arthrotus baliensis es un coleóptero de la familia Chrysomelidae. Fue descrita científicamente por primera vez en 2001 por Mohamedsaid.